# CFO 241–262
Die Schlepptenderlokomotiven 241–262 der Chemins de fer Orientaux (CFO) mit der Achsfolge 1’D wurden in den Jahren 1924 bis 1927 von den französischen Lokomotivfabriken Batignolles und Schneider (Le Creusot) für den Einsatz auf der Hauptstrecke der Orientbahn zwischen Istanbul und Svilengrad geliefert. Zusammen mit der CFO gingen 18 der 22 Lokomotiven 1937 an die türkische Staatsbahn TCDD, die die letzten Maschinen Anfang der 1980er Jahre ausmusterte. Die übrigen vier gingen bereits wenige Jahre nach ihrer Beschaffung 1929 an die Chemin de fer Franco-Hellenique (CFFH), die bis 1955 die Strecken der Orientbahn in Griechenland betrieb, anschließend übernahm sie die griechische Staatsbahn SEK.

## Geschichte
Nach dem Ersten Weltkrieg war der Fahrzeugpark der CFO durch intensive Beanspruchung und unzureichende Unterhaltung heruntergewirtschaftet. Die CFO bestellte daher bei den beiden französischen Lokomotivfabriken Batignolles und Schneider 22 neue leistungsfähigere Lokomotiven, die sowohl für den Personen- wie den Güterverkehr geeignet sein sollten. Die Konstruktion orientierte sich dabei an drei vor dem Krieg im Jahr 1910 von Maffei an die Eisenbahn Damas–Hama et Prolongements gelieferten Heißdampflokomotiven, die schon der Chemin de fer de Smyrne-Cassaba et Prolongements 1912 als Muster für ihre bei der Maschinenbauanstalt Humboldt in Köln beschaffte Serie SCP 101–112 gedient hatten.
Die nummernmäßig letzten vier, aber bereits 1924 hergestellten Lokomotiven der Serie gingen wenige Jahre nach ihrer Auslieferung 1929 an die CFFH. Diese neue Gesellschaft, die de facto lediglich eine Tochtergesellschaft der CFO unter gemischtem griechisch-französischem Management war, hatte infolge der neuen Grenzziehung zwischen der Türkei und Griechenland zwischen Edirne und der Mündung der Mariza die Strecke der Orientbahn von Svilengrad bis Alexandroupoli übernommen. Der CFO verblieben nördlich von Pythio weiterhin Betriebsrechte, insbesondere für durchgehende Züge zwischen Istanbul und Edirne.
Von der CFO wurden die leistungsfähigen Lokomotiven vor allen Zugarten eingesetzt, sie bespannten trotz ihrer relativ niedrigen Höchstgeschwindigkeit auch den Simplon-Orient-Express. 1937 wurde die CFO verstaatlicht und von der TCDD übernommen. Diese reihte die Lokomotiven mit den Nummern 45.501 bis 45.518 in ihren Bestand ein. Sie blieben weiterhin auf ihrer Stammstrecke im europäischen Teil der Türkei im Einsatz. 1955 waren vier Lokomotiven im Betriebswerk des Istanbuler Vororts Yedikule stationiert, die übrigen 14 Stück in Çerkesköy. 1957 war die Lokomotive 45.501 als Zuglok des Simplon-Orient-Express in den schweren Eisenbahnunfall bei Yarımburgaz verwickelt, der 95 Todesopfer forderte. Die Lokomotive wurde zwar beschädigt, aber wieder repariert. Sie ist als einzige Maschine der Baureihe erhalten geblieben und steht im Eisenbahnmuseum Çamlık bei Izmir.
Gegen Ende der 1950er Jahre gingen die Einsätze vor den internationalen Expresszügen von und nach Westeuropa an die leistungsfähigeren Lokomotiven der Reihe TCDD 56 501–553, der Reihe 45.5 verblieben aber weiterhin auch Schnellzugleistungen, so etwa vor dem Nachtzug zwischen Istanbul und Edirne. Daneben bespannten sie weiterhin Personen- und Güterzüge. Ab Beginn der 1970er Jahre stellte die TCDD auch in ihrem europäischen Teilnetz den Betrieb schrittweise auf Diesellokomotiven um und die ersten Maschinen der Reihe wurden ausgemustert. Andere gingen zu Betriebswerken im asiatischen Teil des Landes, etwa nach Afyonkarahisar und nach Mersin. Noch 1978 gab es allerdings auch Einsätze vor dem Schnellzug von Istanbul nach Athen. In den Folgejahren wurden die verbliebenen Lokomotiven ausgemustert, zuletzt wurden noch 1985 zwei Exemplare vor Arbeitszügen in Alpullu und Çerkesköy eingesetzt. 
Die vier Lokomotiven der CFFH behielten ihre CFO-Nummern. Ihr Einsatzgebiet waren ebenfalls alle Zugarten bis hin zu internationalen Schnellzügen. 1955 ging die CFFH an die griechische Staatsbahn SEK, die auch den Fahrzeugbestand übernahm. Die vier Lokomotiven 259 bis 262 reihte die SEK fälschlich als Hε (Eta-Epsilon) 444–447 ein, nach dem griechischen Bezeichnungsschema stand eigentlich der Leitbuchstabe Θ (Theta) für Lokomotiven der Achsfolge 1’D. Im Zuge der Umstellung auf Dieseltraktion blieben die Lokomotiven, die im SEK-Netz eine Splittergattung darstellten, nur noch kurze Zeit in Betrieb, wobei unklar ist, ob alle vier Exemplare noch tatsächlich durch die SEK eingesetzt wurden.

## Technische Merkmale
Die Lokomotiven wurden als einfache zweizylindrige Heißdampflokomotiven mit Blechrahmen ausgeführt. Von den Vorbildern der DHP und der SCP wichen sie nur unwesentlich ab, beispielsweise beim Zylinderdurchmesser und der Kessellänge sowie durch die Verwendung diverser für den französischen Lokomotivbau typischer Ausrüstungen wie etwa den ACFI-Speisewasservorwärmern. Trotz der etwas kleineren Verdampfungsheizfläche waren sie dank der größeren Strahlungsheizfläche etwas leistungsfähiger als die SCP-Lokomotiven. Eine weitere Bauartänderung waren die großen Wagner-Windleitbleche. Aufgrund des noch relativ schwachen Oberbaus der CFO-Strecken waren sie für eine Achslast von lediglich 13,5 Tonnen ausgelegt. 